# Hellcat Redeye
Hellcat Redeye – singel polskich raperów Chivasa, Szpaku i White’a 2115, promujący album studyjny, zatytułowany Nauczyłem się przeklinać. Singel został wydany 24 maja 2021.
Nagranie otrzymało w Polsce status złotego singla, przekraczając liczbę 25 tysięcy sprzedanych kopii.

## Geneza utworu i historia wydania
Utwór napisali i skomponowali Krystian Gierakowski, Mateusz Szpakowski i Sebastian Czekaj.
Singel ukazał się w formacie digital download 24 maja 2021 w Polsce za pośrednictwem wytwórni płytowej GUGU. Kompozycja została umieszczona na debiutanckim albumie studyjnym Chivasa – Nauczyłem się przeklinać.

## Teledysk
Do utworu powstał teledysk, który udostępniono w dniu premiery singla za pośrednictwem serwisu YouTube.

## Lista utworów
- Digital download[4]

1. „Hellcat Redeye” – 2:27

## Certyfikaty
| Kraj          | Certyfikat  | Sprzedaż |
| ------------- | ----------- | -------- |
| Polska (ZPAV) | złota płyta | 25 000+  |